# Bari Football Club 1926-1927
Questa voce raccoglie le informazioni riguardanti il Bari Football Club (Foot-Ball Club Liberty fino al 3 febbraio 1927) nelle competizioni ufficiali della stagione 1926-1927.

## Stagione
Fonti

Una fase dell'incontro Bari-Pro Italia del 6 marzo 1927, finito 0-0 nonostante i serrati attacchi dei bianco-blù locali.

 Nell'estate del 1926 fu promulgata la Carta di Viareggio, che istituiva la serie Divisione Nazionale, eliminando la dicotomia fra il campionato del nord e quello del sud; la massima serie fu quindi riformata, mantenendo solo alcune formazioni dell'ultima Prima Divisione. Questa, mantenendo invariato il nome, divenne la seconda serie nazionale, prevedendo da quel momento anche per il sud un girone preliminare interregionale, non più gironi regionali com'era stato fino ad allora. Il Liberty non fu tra le tre formazioni meridionali ammesse alla Divisione Nazionale, quindi rimase in Prima Divisione, nel girone D (il meridionale) a 10 squadre. I bianco-blu partirono per la critica sportiva come i favoriti del raggruppamento, assieme alla SS Lazio.
Dopo aver ottenuto 7 punti nelle prime 4 giornate, con il solo pareggio 2-2 nel derby barese interno con l'Ideale, gara nettamente dominata dai rivali nero-verdi e pareggiata dai libertiani nei minuti finali, grazie a un veloce contropiede dell'ex Perilli, i bianco-bleu persero 2-1 lo scontro diretto con la Lazio a Roma. Il Liberty pareggiò 1-1 la gara successiva, in casa contro la Casertana, in cui l'arbitro Bonello non convalidò una rete dei baresi, che avevano già esultato dopo aver visto il portiere campano respingere la palla al di là della linea di porta. Uno spettatore invase il campo per protesta, costringendo il direttore di gara a fischiare la fine della partita con 30 secondi d'anticipo e il risultato fu poi omologato. Gli ultimi tre incontri del girone d'andata furono vinti, incluso lo 0-2 nel derby esterno con la Pro Italia.
Nel girone di ritorno i bianco-blu non persero alcuna partita, pareggiando solo in trasferta con Bagnolese e Casertana (rispettivamente 1-1 e 0-0), e fra le mura amiche con la Pro Italia (0-0 nonostante il netto predominio e i serrati attacchi dei baresi); la concorrente Lazio fu battuta 2-1 al Campo degli Sports. A Caserta, i pugliesi contestarono veementemente l'annullamento di un goal da parte dell'arbitro Turbiani, realizzato dal terzino Loiacono all'87º minuto. Infine la Lazio, avendo totalizzato 30 punti ottenne il primato del girone e la promozione nella massima serie, staccando la formazione barese di 1 punto.
Il 3 febbraio 1927, esaudendo il desiderio di Araldo di Crollalanza, allora podestà di Bari e potente esponente del Partito Nazionale Fascista, il Liberty aveva cambiato denominazione sociale in "Bari Football Club", usandola per la prima volta tre giorni dopo, nell'amichevole con l'Audace Taranto (vinta 2-1). La squadra era già da alcuni mesi, più spesso chiamata "Bari" e le élite fasciste locali auspicavano un suo riutilizzo del bianco e rosso, colori della città, come colori sociali.

## Rosa[3]
| N. |                     | Ruolo | Calciatore       |
| -- | ------------------- | ----- | ---------------- |
|    | Italia (bandiera)   | P     | Ciro Visciano    |
|    | Italia (bandiera)   | D     | Lella III        |
|    | Italia (bandiera)   | D     | Gaetano Loiacono |
|    | Italia (bandiera)   | D     | Vito Minunno     |
|    | Italia (bandiera)   | D     | Sartoris         |
|    | Italia (bandiera)   | C     | Gaetano De Marzo |
|    | Ungheria (bandiera) | C     | Tomesko          |
|    | Italia (bandiera)   | A     | Pietro Bellomo   |

| N. |                   | Ruolo | Calciatore          |
| -- | ----------------- | ----- | ------------------- |
|    | Italia (bandiera) | A     | Raffaele Costantino |
|    | Italia (bandiera) | A     | Domenico Locatelli  |
|    | Italia (bandiera) | A     | Luigi Perilli       |
|    | Italia (bandiera) | ?     | Addante             |
|    | Italia (bandiera) | ?     | Castellano          |
|    | Italia (bandiera) | ?     | Lella IV            |
|    | Italia (bandiera) | ?     | Giuseppe Piccinni   |

## Statistiche

### Statistiche di squadra
| Competizione    | Punti | In casa | In casa | In casa | In casa | In casa | In casa | In trasferta | In trasferta | In trasferta | In trasferta | In trasferta | In trasferta | Totale | Totale | Totale | Totale | Totale | Totale | DR  |
| Competizione    | Punti | G       | V       | N       | P       | Gf      | Gs      | G            | V            | N            | P            | Gf           | Gs           | G      | V      | N      | P      | Gf     | Gs     | DR  |
| --------------- | ----- | ------- | ------- | ------- | ------- | ------- | ------- | ------------ | ------------ | ------------ | ------------ | ------------ | ------------ | ------ | ------ | ------ | ------ | ------ | ------ | --- |
| Prima Divisione | 29    | 9       | 6       | 3       | 0       | 22      | 7       | 9            | 6            | 2            | 1            | 12           | 5            | 18     | 12     | 5      | 1      | 34     | 12     | +22 |

### Statistiche dei giocatori[3]
| Giocatore     | Prima Divisione | Prima Divisione |
| Giocatore     | Presenze        | Reti            |
| ------------- | --------------- | --------------- |
| Addante       | 6               | 1               |
| P. Bellomo    | 7               | 0               |
| Castellano    | 17              | 0               |
| R. Costantino | 16              | 10              |
| G. De Marzo   | 10              | 5               |
| Lella III     | 8               | 0               |
| Lella IV      | 7               | 2               |
| D. Locatelli  | 8               | 0               |
| G. Loiacono   | 17              | 0               |
| V. Minunno    | 17              | 1               |
| L. Perilli    | 17              | 1               |
| G. Piccinni   | 12              | 2               |
| Sartoris      | 17              | 0               |
| Tomesko       | 11              | 9               |
| C. Visciano   | 17              | -?              |